# Geek

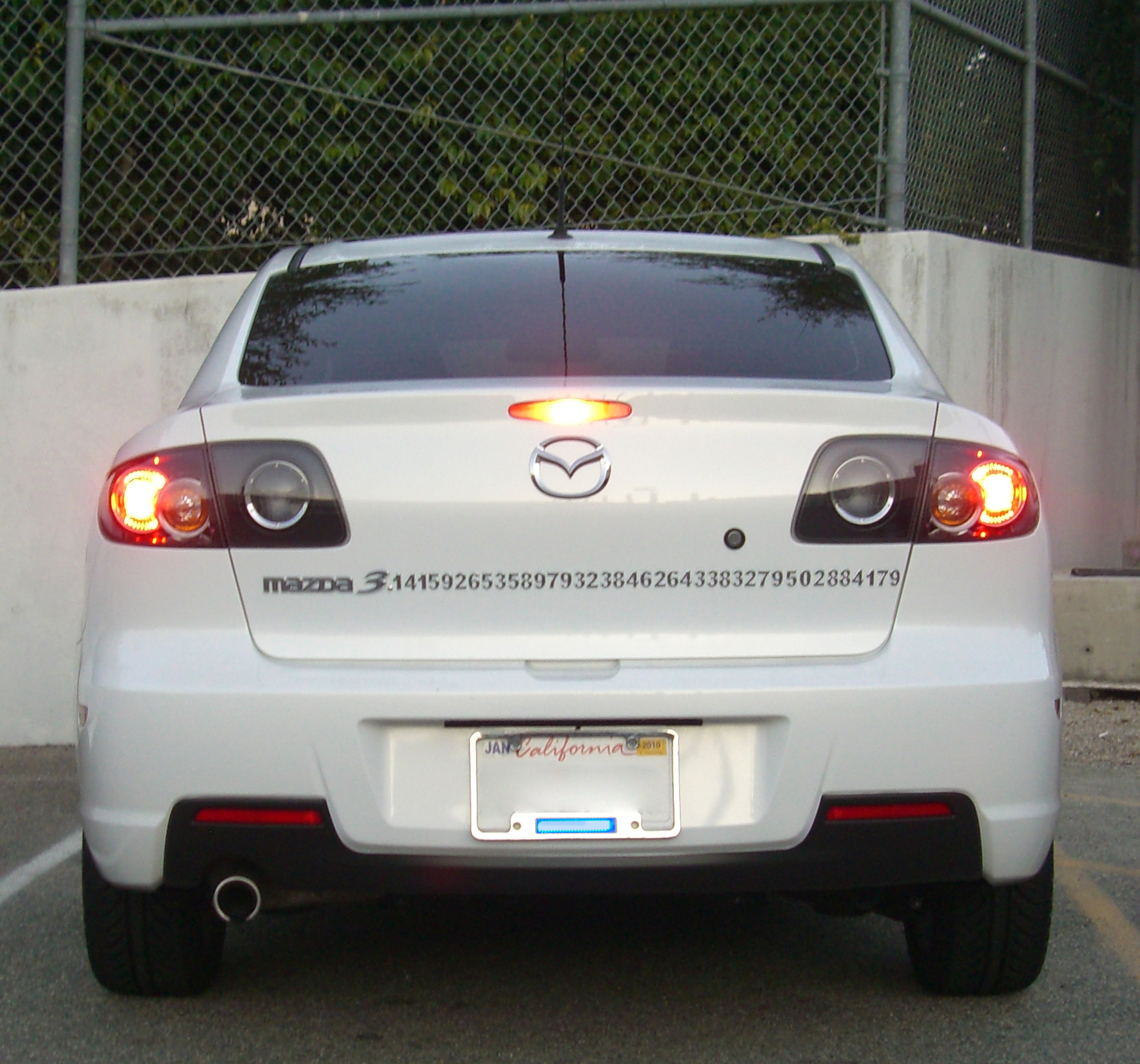
Der Umgang mit mathematischen und naturwissenschaftlichen Themen gilt als typisch für den Geek: Autoaufkleber mit den ersten Nachkommastellen der Zahl Pi

Geek [giːk] (engl. umgangssprachlich für „Streber“, „Stubengelehrter“) bezeichnet heute allgemein eine Person, die sich durch großes Interesse an wissenschaftlichen oder fiktionalen Themen auszeichnet, die üblicherweise elektronischer (vgl. Computerfreak) oder phantastischer Natur sind. Seiner Herkunft nach bezog sich der Begriff ursprünglich auf Menschen, die durch absonderliche Taten auffällig waren (vgl. Freak).

## Wortgeschichte
Das englische Wort geek (vom mittelniederdeutschen Wort „Geck“) bezeichnete in den Vereinigten Staaten im 19. und frühen 20. Jahrhundert Menschen, die im Rahmen von Sideshows auf Jahrmärkten und in Zirkussen lebendigen Tieren den Kopf abbissen. „Geek“ stand in diesem Zusammenhang für eine durch absonderliche Taten auffällige Person.
Das deutsche Wort „Geck“ bezeichnet einen Narren oder Toren mit unstetem, flatterhaftem Verhalten, vergleiche „Jeck“ im Kölschen und gek im Niederländischen. „Geck“ bezeichnete ursprünglich einen geistig Behinderten und bezieht sich auf die Laute eines solchen. Später bezog sich „Geck“ auf den übertrieben modisch gekleideten oder sich manieriert verhaltenden Mann („Modegeck“, Modenarr, „Stutzer“) sowie auf den Narren.
Seit den 1990er Jahren vollzog sich ein Wandel im Gebrauch des Wortes geek. Man verbindet damit mittlerweile einen Menschen, der sich intensiv mit einem Thema, besonders aus der Informatik, beschäftigt oder einen unter Umständen extrovertierten Drang zur Anerkennung einer eigenen Lebensart besitzt.

## Informatik- oder Computer-Geek
Im 20. Jahrhundert wurde diese Benennung häufig für Personen angewandt, die sich stark mit Mathematik, Technik oder Computern, häufig in neuen Medien beschäftigen. Diese Definition von Geek kommt der klassischen Definition von Hacker (oder Nerd) nahe. Die interaktive soziale Verhaltensweise von Geeks auf ihrem jeweiligen Fachgebiet sowie die Kommunikation von Geeks untereinander ist für andere meist unverständlich.
„Computer-Geek“ nennt man eine Person mit stark gesteigertem Interesse an Computern und neuen Medien, häufig mit einer intensiven Beziehung zum Internet.

## Weitere Verwendung
Eine weitere gebräuchliche Verwendung des Wortes Geek ist die als abfällig gemeinte Bezeichnung für einen – häufig mit überdurchschnittlich hoher Intelligenz ausgestatteten – Menschen mit schwachen sozialen Fähigkeiten oder jemanden, der diesen Anschein erweckt.

## Sonstiges
In den Vereinigten Staaten wird seit 1990 jeweils am 13. Juli der Embrace Your Geekness Day (‚Umarme-dein-Geek-Sein-Tag‘) gefeiert.